# Wayback Machine
Wayback Machine je spletna storitev ameriške organizacije Internet Archive, ki deluje kot vmesnik za dostop do digitalnega arhiva spletnih strani, ki ga gradijo v tej organizaciji. Uporabnik lahko v iskalnik vpiše spletni naslov (URL) strani, ki ga zanima, in prek Wayback Machine dostopa do arhivskih kopij te strani, ki so bile shranjene v različnih trenutkih skozi zgodovino. S tem poskuša omiliti eno pomembnejših pomanjkljivosti svetovnega spleta: njegovo nestanovitnost. Večina obiskovalcev išče izbrisane spletne strani, uporabljajo pa ga tudi raziskovalci, ki jih zanima spreminjanje spletne krajine skozi čas.
Je sestrsko spletišče komercialni storitvi podjetja Alexa Internet, ki se ukvarja z analitiko in katalogiziranjem svetovnega spleta v komercialne namene. Organizaciji si delita infrastrukturo: Alexini pajki indeksirajo in pretočijo dostopne spletne strani ter zberejo osnovne podatke za obdelavo, po pol leta pa vsebino shrani Internet Archive na svojih strežnikih. Strategija zbiranja je omejena na načelo »vse, kar je tehnično možno«. Zaradi tehničnih in pravnih omejitev denimo ne shranjuje spletnih strani, ki zahtevajo posebna pooblastila ali plačilo za dostop, in t. i. »osirotelih« strani, do katerih ne vodi nobena hiperpovezava od drugod. Poleg tega ponuja uporabnikom možnost, da ročno oddajo zahtevek za arhiviranje določene spletne strani. Skupaj z ostalimi arhivi organizacije Internet Archive (digitalizirane knjige, televizijski posnetki idr.) je zbirka leta 2017 obsegala 30 petabajtov (30×250 bajtov) podatkov.
Lastnike skrbi možnost cenzure za politične cilje, zato vzdržujejo kopijo arhiva v Kanadi. Celotna spletna stran je blokirana na Kitajskem, občasno pa tudi v Indiji in Rusiji. Delne kopije hranita še Bibliotheca Alexandrina v Egiptu in Internet Memory Foundation na Nizozemskem. Po drugi strani je arhiv občasno deležen kritik zaradi kršenja avtorskih pravic; organizacija se odziva tako, da odstranjuje sporno vsebino iz svojih zbirk, če dobi zahtevek lastnika.